# Kochanovce
Kochanovce es un municipio del distrito de Bardejov en la región de Prešov, Eslovaquia, con una población estimada a final del año 2024 de 261 habitantes.
Se encuentra ubicado en el centro-norte de la región, cerca del río Topľa (cuenca hidrográfica del río Tisza) y de la frontera con Polonia.

## Demografía
| Año        | 1994 | 2004     | 2014    | 2024    |
| ---------- | ---- | -------- | ------- | ------- |
| Población  | 233  | 259      | 252     | 261     |
| Diferencia |      | +11,15 % | −2,70 % | +3,57 % |

| Año        | 2023 | 2024    |
| ---------- | ---- | ------- |
| Población  | 262  | 261     |
| Diferencia |      | −0,38 % |